# Магомаев, Магомед Магомедович
Магомед Магомедович Магомаев (11 апреля 2000) — российский борец вольного стиля, по национальности чеченец. Двухкратный чемпион мира U23 (2021,2023), чемпион России (2024), серебряный призёр чемпионата мира (2024). Мастер спорта России.

## Спортивная карьера
Является воспитанником хасавюртовского УОР, где тренировался под руководством Али Исхакова. В ноябре 2019 года в Нальчике стал бронзовым призёром первенства СКФО среди юниоров. В марте 2020 года стал победителем первенства СКФО среди юниоров в Хасавюрте. В сентябре 2020 года в Наро-Фоминске стал победителе Первенства России среди юниоров. В октябре 2020 года участвовал на взрослом чемпионате России в Наро-Фоминске, где выбыл на стадии 1/8 финала. В сентябре 2021 года в Минске завоевал бронзовую медаль на 50-м юбилейном международном турнире на призы Александра Медведя. В ноябре 2021 года стал победителем Первенстве мира среди молодёжи U23 в Белграде, после победы станцевал лезгинку, выполнив обещание, которое он дал своим друзьям перед финалом. 24 июня 2022 года, одержав победу над Гаджимурадом Алихмаевым, вышел в финал чемпионата России в Кызыле, где уступил Малику Шаваеву.
На чемпионате мира 2024 года, который проходил в Тиране, стал серебряным призёром в весовой категории до 79 кг.

## Спортивные результаты
- Чемпионат мира по борьбе среди спортсменов до 23 лет 2021 — ;
- Чемпионат России по вольной борьбе 2022 — ;
- Всероссийская спартакиада 2022 — ;
- Игры стран СНГ 2023 — ;
- Чемпионат мира по борьбе среди спортсменов до 23 лет 2023 — ;
- Чемпионат России по вольной борьбе 2024 — ;
- Чемпионат мира по вольной борьбе 2024 — ;